# Xipamid
Xipamid (INN) ist ein harntreibender Arzneistoff. Es handelt sich hierbei um ein Thiazid-Analogon, das auf Grund des gleichen Wirkprinzips zur Gruppe der Thiaziddiuretika gezählt wird. Xipamid wird bei der Behandlung von Bluthochdruck und zur Ausschwemmung von kardial, renal oder hepatisch bedingten Wasseransammlungen im Gewebe eingesetzt. Xipamid wird sowohl als Einzelsubstanz als auch als Bestandteil von Kombinationsarzneimitteln (z. B. zusammen mit dem kaliumsparenden Diuretikum Triamteren) verwendet.